# Joseph D. Unwin
Joseph Daniel Unwin (* 1895; † 1936) war ein Ethnologe und Anthropologe an der Universität Cambridge. Unwin untersuchte achtzig Völker und Volksgruppen bezüglich ihres Sexualverhaltens; seine Ergebnisse wurden von der Fachwelt nur teilweise rezipiert.

## Sex und Kultur
Sieben Jahre lang erforschte Unwin achtzig verschiedene Naturvölker und sechs verschiedene Kulturvölker im Hinblick auf den vermuteten Zusammenhang zwischen einem Verbot direkter Befriedigung der sexuellen Antriebe und einer damit korrelierenden gesellschaftlichen Förderung von Kultur und Zivilisation. Er fügt dabei auch Beschreibungen historischer Kulturen bei den Sumerern, Babyloniern, Athenern, Römern und vielen anderen Völkern hinzu. Er sah sich schließlich veranlasst, seine eigene Lebensphilosophie aufgrund der Ergebnisse seiner Untersuchungen in Frage zu stellen.
In seinem Buch Sex and Culture vertritt er die These, dass der jeweilige kulturelle Standard eines Volkes umso niedriger sei, je freizügiger Völker und Gesellschaften im Hinblick auf das sexuelle Leben sind. Unwin spricht von der Sublimierung der sexuellen Energie in soziale Kompetenz. Unwin ist zu seiner Untersuchung durch die Theorie der sexuellen Sublimierung Sigmund Freuds angeregt worden, wonach der Trieb „von einem ursprünglichen Ziel – z. B. sexueller Natur – auf ein anderes, kulturell höheres, hingelenkt wird.“ Unwins Grundthese postulierte einen eindeutig feststellbaren empirischen Zusammenhang zwischen vorehelicher sexueller Enthaltsamkeit und strikter Monogamie auf der einen und dem höheren kulturellen Status einer Gesellschaft auf der anderen Seite.

## Werke
- Sexual Regulations and Human Behaviour. Williams & Norgate, London 1933.
- Sex and Culture. Oxford University Press, London 1934. (archive.org)
  - Sexualität und Gesellschaft – Warum sexuell freizügige Gesellschaften langfristig scheitern, Norderstedt 2022, ISBN 978-3-7562-0913-2.
- The Scandal of Imprisonment for Debt. Simpkin Marshall, London 1935.
- Sexual Regulations and Cultural Behaviour. Oxford University Press, London 1935.
- Sex Compatibility in Marriage. Rensselaer, New York 1939.
- Hopousia: Or, The Sexual and Economic Foundations of a New Society. With an introduction by Aldous Huxley. Oskar Piest, New York 1940. (babel.hathitrust.org)
- Our Economic Problems and Their Solution (An Extract from “Hopousia”.) George Allen & Unwin, London 1944.

### Ausgewählte Artikel
- Monogamy as a Condition of Social Energy. In: The Hibbert Journal, Vol. XXV, 1927.
- The Classificatory System of Relationship. In: Man, Vol. XXIX, Sep., 1929.
- Kinship. In: Man, Vol. XXX, Apr., 1930.
- Reply to Dr. Morant’s ‘Cultural Anthropology and Statistics’. In: Man, Vol. XXXV, Mar., 1935.

### Einleitung
- Dark Rapture: The Sex-life of the African Negro. With an Introduction by J. D. Unwin. Walden Publication, New York 1939.